# Vista Hermosa, Cotija
Vista Hermosa är en ort i Mexiko.   Den ligger i kommunen Cotija och delstaten Michoacán de Ocampo, i den centrala delen av landet, 400 km väster om huvudstaden Mexico City. Vista Hermosa ligger 1 623 meter över havet och antalet invånare är 439.
Terrängen runt Vista Hermosa är huvudsakligen kuperad, men åt sydost är den platt. Runt Vista Hermosa är det ganska glesbefolkat, med 50 invånare per kvadratkilometer. Närmaste större samhälle är Cotija de la Paz, 10,1 km nordväst om Vista Hermosa. I omgivningarna runt Vista Hermosa växer huvudsakligen savannskog.